# .se
A .se Svédország internetes legfelső szintű tartomány neve, melyet 1986-ban hoztak létre. A NIC.SE kezeli, de egy regisztrált regisztrátoron keresztül kell intézni a feliratkozást. 2003 áprilisát megelőzően nagyon szigorú volt a nevek kiadásának szabályozása. Csak országszerte regisztrált cégek kaphattak domain nevet, és ennek is nagyon hasonlónak kellett lennie a bejegyzett névhez. Magánvállalkozásoknak csak akkor lehetett címet igényelniük, ha volt bejegyzett védjegyük. Magánszemélyek egy, és csak egy címet regisztrálhattak, míg megyei cégek megyerövidítése.se formájú cím alatt készíthettek saját tárterületet.Akiknek több cím kellett, más megoldásokhoz kellett folyamodniuk, például .nu vagy .com cím alatt kellett regisztrálniuk.

## Második szintű tartománykódok

### Svédország megyéinek tartománykódjai
Ezek alá a címek alá azok regisztrálhatnak, akiknek a lakhelye az adott megyében van, vagy pedig megyei intézmények.
- a.se
- c.se
- d.se
- e.se
- f.se
- g.se
- h.se
- i.se
- k.se
- m.se
- n.se
- o.se
- s.se
- t.se
- u.se
- w.se
- x.se
- y.se
- z.se
- ac.se
- bd.se

### Egyéb tartománykódok
- org.se – nonprofit szervezeteknek.
- pp.se – svéd magánszemélyeknek.
- tm.se – védjegyek bejegyzésére.
- parti.se – politikai pártoknak.
- press.se – időszakonként megjelenő folyóiratoknak.
- mil.se – katonaságnak.